# Grande Prêmio do Canadá de 1974
Resultados do Grande Prêmio do Canadá de Fórmula 1 realizado em Mosport Park em 22 de setembro de 1974. Décima quarta etapa da temporada, teve como vencedor o brasileiro Emerson Fittipaldi, da McLaren-Ford.

## Classificação da prova
| Pos. | Nº | Piloto               | Construtor        | Voltas | Tempo/Diferença        | Grid | Pontos |
| ---- | -- | -------------------- | ----------------- | ------ | ---------------------- | ---- | ------ |
| 1    | 5  | Emerson Fittipaldi   | McLaren-Ford      | 80     | 1:40:26.136            | 1    | 9      |
| 2    | 11 | Clay Regazzoni       | Ferrari           | 80     | + 13.034               | 6    | 6      |
| 3    | 1  | Ronnie Peterson      | Lotus-Ford        | 80     | + 14.494               | 10   | 4      |
| 4    | 24 | James Hunt           | Hesketh-Ford      | 80     | + 15.669               | 8    | 3      |
| 5    | 4  | Patrick Depailler    | Tyrrell-Ford      | 80     | + 55.322               | 7    | 2      |
| 6    | 6  | Denny Hulme          | McLaren-Ford      | 79     | + 1 volta              | 14   | 1      |
| 7    | 55 | Mario Andretti       | Parnelli-Ford     | 79     | + 1 volta              | 16   |        |
| 8    | 8  | José Carlos Pace     | Brabham-Ford      | 79     | + 1 volta              | 9    |        |
| 9    | 7  | Carlos Reutemann     | Brabham-Ford      | 79     | + 1 volta              | 4    |        |
| 10   | 19 | Helmuth Koinigg      | Surtees-Ford      | 78     | + 2 voltas             | 22   |        |
| 11   | 27 | Rolf Stommelen       | Lola-Ford         | 78     | + 2 voltas             | 11   |        |
| 12   | 66 | Mark Donohue         | Penske-Ford       | 78     | + 2 voltas             | 24   |        |
| 13   | 2  | Jacky Ickx           | Lotus-Ford        | 78     | + 2 voltas             | 21   |        |
| 14   | 26 | Graham Hill          | Lola-Ford         | 77     | + 3 voltas             | 20   |        |
| 15   | 21 | Jacques Laffite      | Iso-Marlboro-Ford | 74     | Punção                 | 18   |        |
| 16   | 33 | Jochen Mass          | McLaren-Ford      | 72     | + 8 voltas             | 12   |        |
| NC   | 15 | Chris Amon           | BRM               | 70     | Não classificado       | 25   |        |
| Ret  | 12 | Niki Lauda           | Ferrari           | 67     | Acidente               | 2    |        |
| Ret  | 16 | Tom Pryce            | Shadow-Ford       | 65     | Motor                  | 13   |        |
| Ret  | 28 | John Watson          | Brabham-Ford      | 61     | Suspensão              | 15   |        |
| NC   | 14 | Jean-Pierre Beltoise | BRM               | 60     | Não classificado       | 17   |        |
| Ret  | 3  | Jody Scheckter       | Tyrrell-Ford      | 48     | Freios                 | 3    |        |
| Ret  | 17 | Jean-Pierre Jarier   | Shadow-Ford       | 46     | Semieixo               | 5    |        |
| Ret  | 20 | Arturo Merzario      | Iso-Marlboro-Ford | 40     | Handling               | 19   |        |
| Ret  | 50 | Eppie Wietzes        | Brabham-Ford      | 33     | Motor                  | 26   |        |
| Ret  | 9  | Hans-Joachim Stuck   | March-Ford        | 12     | Sistema de combustível | 23   |        |
| DNQ  | 18 | Derek Bell           | Surtees-Ford      |        |                        |      |        |
| DNQ  | 22 | Mike Wilds           | Ensign-Ford       |        |                        |      |        |
| DNQ  | 10 | Vittorio Brambilla   | March-Ford        |        |                        |      |        |
| DNQ  | 42 | Ian Ashley           | Brabham-Ford      |        |                        |      |        |

## Curiosidades
● Ambos os pilotos Emerson Fittipaldi e Clay Regazzoni chegaram empatados no Grande Prêmio dos Estados Unidos de 1974 na decisão do titulo, algo que se repetiria apenas em 2021 no Grande Prêmio de Abu Dhabi de 2021 com Max Verstappen e Lewis Hamilton.
● Uma leve vantagem a Emerson Fittipaldi no campeonato,pois,ele tinha vitórias no Grande Prêmio do Brasil de 1974, no Grande Prêmio da Bélgica de 1974 e neste Grande Prêmio do Canadá de 1974. Se ambos abandonarem a prova ou chegar fora da pontuação,Emerson é considerado campeão pelo critério de desempate,porque,Clay Regazzoni ganhou apenas um grande prêmio na temporada,o Grande Prêmio da Alemanha de 1974.

## Tabela do campeonato após a corrida
| Pos. | Piloto             | Pontos |
| ---- | ------------------ | ------ |
| 1    | Emerson Fittipaldi | 52     |
| 2    | Clay Regazzoni     | 52     |
| 3    | Jody Scheckter     | 45     |
| 4    | Niki Lauda         | 38     |
| 5    | Ronnie Peterson    | 35     |

| Pos. | Construtor   | Pontos  |
| ---- | ------------ | ------- |
| 1    | McLaren-Ford | 70 (72) |
| 2    | Ferrari      | 65      |
| 3    | Tyrrell-Ford | 51      |
| 4    | Lotus-Ford   | 42      |
| 5    | Brabham-Ford | 26      |

- Nota: Somente as primeiras cinco posições estão listadas. Em 1974 os pilotos computariam sete resultados nas oito primeiras corridas do ano e seis nas últimas sete. Neste ponto esclarecemos: na tabela dos construtores figurava somente o melhor colocado dentre os carros do mesmo time.